# Liste der Einträge im National Register of Historic Places im Warren County (Iowa)

Lage des Warren County in Iowa

Die Liste der Einträge im National Register of Historic Places im Warren County in Iowa führt die Bauwerke und historischen Stätten im Warren County auf, die in das National Register of Historic Places aufgenommen wurden.

## Legende
| NRHP | Historic Place    |
| HD   | Historic District |

## Aktuelle Einträge
| [ 2 ] | Name                                             | Bild                                             | Eintragsdatum        | Lage                                                                             | Ort                | Beschreibung |
| ----- | ------------------------------------------------ | ------------------------------------------------ | -------------------- | -------------------------------------------------------------------------------- | ------------------ | --- |
| 1     | Coal Creek Bridge                                |                                                  | 1998 ID-Nr. 98000473 | Brücke der 2404 Fillmore Street über den Coal Creek 41° 25′ 44″ N, 93° 20′ 46″ W | Carlisle           | 1900 errichtete Fachwerkbrücke; 2008 abgerissen, aber noch nicht aus dem Register gestrichen                                |
| 2     | Hoosier Row School                               | Hoosier Row School                               | 2011 ID-Nr. 11000393 | 15246 County Road R63 41° 18′ 15″ N, 93° 37′ 2″ W                                | White Oak Township | Im Jahr 1900 errichtetes Schulgebäude                                                                                       |
| 3     | Indianola High School                            | Indianola High School                            | 2002 ID-Nr. 02001247 | 301 North Buxton Street 41° 21′ 46″ N, 93° 33′ 45″ W                             | Indianola          | 1925 im neugotischen Stil errichtetes Schulgebäude                                                                          |
| 4     | Lake Ahquabi State Park, Picnic Area (Area A)    | Lake Ahquabi State Park, Picnic Area (Area A)    | 1990 ID-Nr. 90001663 | 1650 118th Avenue 41° 17′ 23″ N, 93° 35′ 1″ W                                    | White Oak Township | 1935 errichtetes Gebäude im Lake Ahquabi State Park                                                                         |
| 5     | Lake Ahquabi State Park, Bathhouse Area (Area B) | Lake Ahquabi State Park, Bathhouse Area (Area B) | 1990 ID-Nr. 90001664 | 1650 118th Avenue 41° 17′ 25″ N, 93° 35′ 25″ W                                   | White Oak Township | 1936 errichtetes Gebäude im Lake Ahquabi State Park                                                                         |
| 6     | Lake Ahquabi State Park, Refectory Area (Area C) | Lake Ahquabi State Park, Refectory Area (Area C) | 1990 ID-Nr. 90001665 | 1650 118th Avenue 41° 17′ 19″ N, 93° 35′ 25″ W                                   | White Oak Township | 1937 errichtetes Gebäude im Lake Ahquabi State Park                                                                         |
| 7     | Octagon Barn, Otter Township                     | Octagon Barn, Otter Township                     | 1986 ID-Nr. 86001448 | Abseits des IA 2015 41° 16′ 7″ N, 93° 26′ 35″ W                                  | Otter Township     | Im Jahr 1900 errichtete achteckige Rundscheune                                                                              |
| 8     | Palmyra Methodist Episcopal Church               | Palmyra Methodist Episcopal Church               | 1979 ID-Nr. 79000945 | County Road 23 41° 26′ 4″ N, 93° 26′ 5″ W                                        | Palmyra            | 1868 errichtete Kirche |
| 9     | Polled Hereford Breed Origin Site                | Polled Hereford Breed Origin Site                | 1983 ID-Nr. 83000408 | Abseits der 65th Avenue 41° 15′ 32″ N, 93° 40′ 54″ W                             | Jackson Township   | 1901 errichteter Gedenkstein                                                                                                |
| 10    | Science Hall                                     | Science Hall                                     | 1991 ID-Nr. 91000535 | Auf dem Campus des Simpson College 41° 21′ 54″ N, 93° 34′ 25″ W                  | Indianola          | auch als Henry A. Wallace Hall of Science bekannt; 1888 im neoromanischen Stil errichtetes Hauptgebäude des Simpson College |
| 11    | United Presbyterian Church, Summerset            | United Presbyterian Church, Summerset            | 1976 ID-Nr. 76000811 | US 65 41° 28′ 16″ N, 93° 33′ 38″ W                                               | Scotch Ridge       | 1885 im neugotischen Stil errichtete Kirche                                                                                 |
| 12    | Warren County Courthouse                         | Warren County Courthouse                         | 2003 ID-Nr. 03000818 | 115 North Howard Avenue 41° 21′ 40″ N, 93° 33′ 41″ W                             | Indianola          | 1939 errichtetes Justiz- und Verwaltungsgebäude des Warren County                                                           |